# Abrüstung

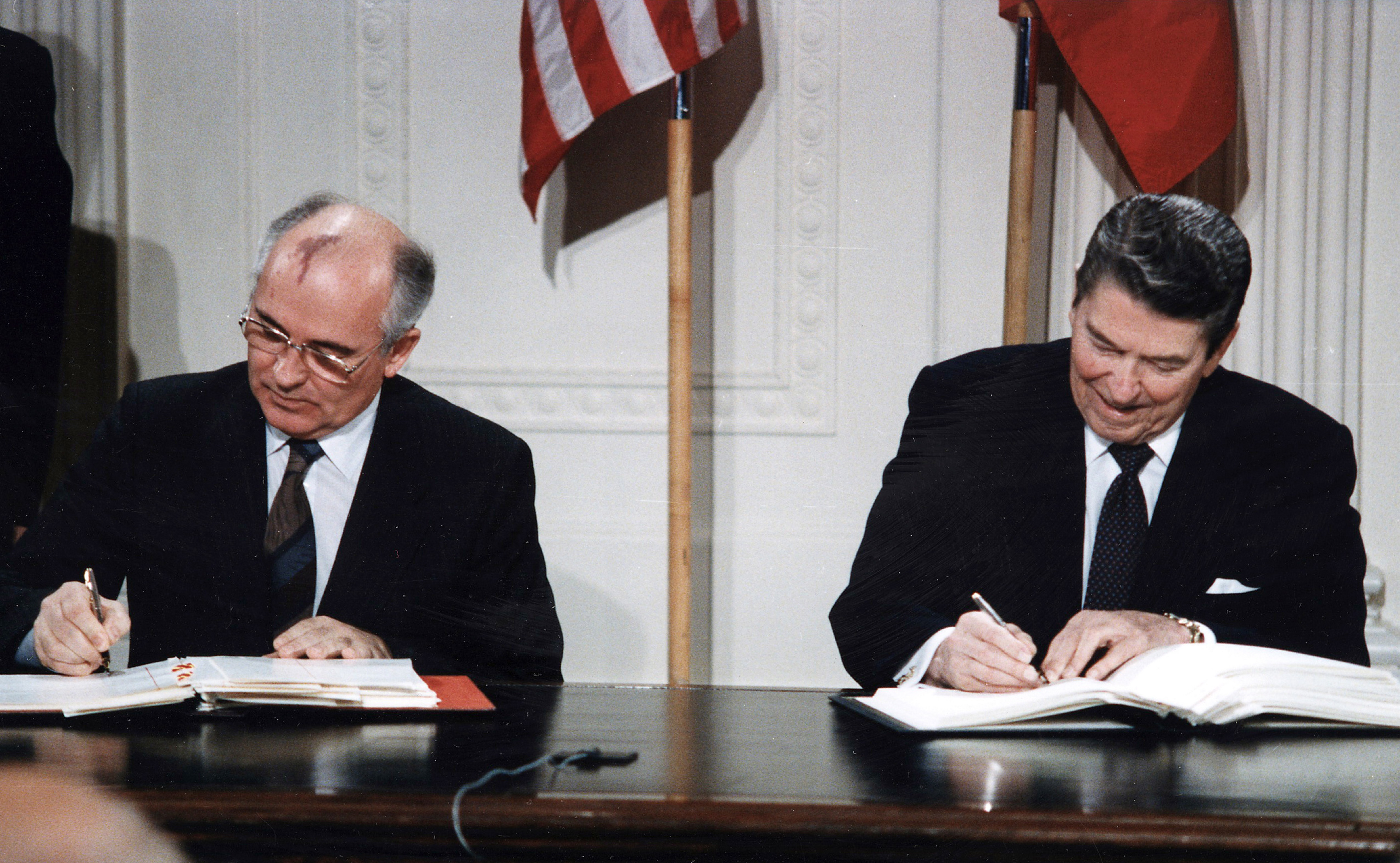
Unterzeichnung des INF-Vertrags vom 8. Dezember 1987 zur Abrüstung von in Europa stationierten atomar bestückten Mittelstreckensystemen durch Gorbatschow und Reagan. Die Waffensysteme (nicht die Kernsprengköpfe) wurden durch den Vertrag vollständig vernichtet. Die über 1000 Inspektionen, die dies verifiziert haben, wurden in dem Jahr 2001 eingestellt.

Abrüstung (englisch Disarmament) bezeichnet die Begrenzung, Reduzierung oder Abschaffung militärischer Potenziale, einschließlich Soldaten, Waffen, Sprengköpfen, Waffensystemen und Trägermitteln. Sie betrachtet militärische Mittel als potenzielle Gefahren für die Sicherheit und vermittelt eine kritische Sicht auf Rüstung.
Das Konzept der Abrüstung zielt auf die teilweise oder vollständige Abschaffung militärischer Ressourcen oder Mittel ab, um die zwischenstaatliche Gewaltanwendung einzudämmen oder auszuschließen. Es fordert die Begrenzung oder Vernichtung von Waffen.
Ein Staat kann die Entscheidung zur Abrüstung einseitig treffen. Ebenso ist eine bilaterale Entscheidung zwischen zwei Staaten oder eine multilaterale Entscheidung zwischen mehreren Staaten möglich.
Abrüstung soll die Durchsetzung des Gewaltverbots gemäß Artikel 2 (4) der Charta der Vereinten Nationen fördern. Es besteht jedoch keine Pflicht zur vollständigen Abrüstung.
Abrüstung steht der Aufrüstung gegenüber – oder umgekehrt.

## Abrüstung als Teil der Rüstungskontrolle
Heutzutage ist Abrüstung Teil des weiter gefassten Begriffs und Konzepts der Rüstungskontrolle (englisch arms control). Letztere hat – im Vergleich zur älteren Vorstellung der Abrüstung – das übergeordnete Ziel, die Sicherheit zu erhöhen, wobei Waffen und Militär als Tatsache anerkannt werden. Die gegenseitige Kontrolle (durch Inspektion und Verifikation) soll den Bau neuer Waffen eingrenzen bzw. verhindern. Die Methoden sind ebenso notwendig, um die Einhaltung der Verträge (Compliance) zu gewährleisten und die Abrüstung von Waffen zu bestätigen.
Rüstungskontrolle zielt auf die Reduzierung von Bedrohungen, die Förderung der Stabilität, die Verhinderung bzw. Eindämmung des Aufrüstens (Wettrüsten) und der damit verbundenen Kosten sowie die Begrenzung von Schäden im Konfliktfall ab. Im Gegensatz zur Abrüstung zielt die Rüstungskontrolle somit darauf ab, Sicherheit umfassender zu gewährleisten. Statt Konfliktlagen zu beseitigen, zielt sie darauf ab, die Gefahren militärischer Auseinandersetzungen durch Stabilisierungsmaßnahmen in der Rüstungspolitik und -technik zu reduzieren. Dies kann beispielsweise in Form einer kooperativen und kontrollierten Rüstungsproduktion zwischen konkurrierenden Staaten erfolgen.

## Abrüstung durch technologischen Fortschritt
Abrüstung kann auch intrinsisch erfolgen, beispielsweise durch technologische Fortschritte in der Wehrtechnik oder in verwandten Bereichen. So wurden beispielsweise die meisten Schlachtschiffe aus dem Bestand der Seestreitkräfte ausgemustert und durch moderne Flugzeugträger, Fregatten und U-Boot-Verbände ersetzt. Ein anderes Beispiel sind die britische und strategische V-Bomber-Flotte, deren Abschreckungswirkung durch die verbesserten Abwehrsysteme der UdSSR stark beeinträchtigt wurde. Bis heute setzt Großbritannien auf eine Abschreckung durch Atom-U-Boote und See-basierte Interkontinentalraketen (SLBM) und musterte die V-Bomber nach und nach aus. Ähnliche Entwicklungen zeichneten sich auch bei Interkontinentalraketen (ICBM) ab. Technologisch hat man sich von der Technik der V2 (A4) bis heute zu hochmodernen ICBMs wie der Minuteman III weiterentwickelt.

## Abrüstung, Demobilisierung und Wiedereingliederung
Einige Staaten und Organisationen führen sogenannte Reintegrationsprogramme durch, die darauf abzielen, ehemalige Soldaten (Veterane), die oft ein Leben lang unter den Folgen einer posttraumatischen Belastungsstörung leiden, in die zivile Gesellschaft zurückzuführen. Sowohl die Abrüstung im Sinne einer militärischen Entdoktrinierung als auch die Reintegration stehen jedoch vor zahlreichen Herausforderungen.
Die politischen Programme zu diesem Thema laufen im Rahmen einer Strategie zur englisch Disarmament, Demobilisation and Reintegration (DDR) ‚Abrüstung, Demobilisierung und Wiedereingliederung (ADW)‘.

## Ökonomie der Abrüstung
Als Problem im Zusammenhang mit Abrüstung werden häufig deren ökonomische Folgen gesehen. Staaten mit hoch entwickelter Rüstungsindustrie sind schwer zur Rüstungskonversion zu bewegen. Andererseits wird aufgrund eingesparter Rüstungsausgaben eine „Abrüstungs-“ oder „Friedensdividende“ erwartet.
Für die Kosten der Rüstung, siehe Aufrüstung.

## Geschichte der nuklearen Abrüstung

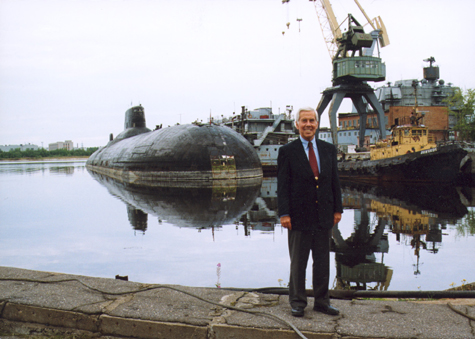
U.S. Senator Richard Lugar vor einem russischen Projekt 941 SSBN (Typhoon-Klasse). Die Bemühungen von Lugar im sog. Nunn-Lugar oder Cooperative Threat Reduction (CTR) Programm (aktiv seit 1991) führten zur Abrüstung der Atom-U-Boote und anderer Waffensysteme nach dem Zerfall der Sowjetunion. Foto aus dem Jahr 1999.

Die Abrüstung im nuklearen Zeitalter begann 1946 mit dem Versuch, die Atomenergie (und speziell die Atomwaffen) zu regulieren bzw. zu kontrollieren. Dieses frühe Vorhaben, der sogenannte Baruch-Plan, ist jedoch gescheitert. Erst 1968 trat der Atomwaffensperrvertrag in Kraft, der die Verbreitung von Atomwaffen verhindern soll. Die Idee der Abrüstung entwickelte sich unter den Bedingungen der Abschreckungspolitik während des Kalten Krieges weiter. 
Trotz ihrer langjährigen Tätigkeit für Atomwaffen haben sich zahlreiche renommierte Physiker und Wissenschaftler seit der Detonation von Trinity und den sich daraus ergebenden Folgen (wie den Abwürfen in Japan und der Atomrüstung) für die Abrüstung und Nichtverbreitung ausgesprochen. Dazu zählen Robert Oppenheimer, Herbert York, Ted Taylor, Frank Barnaby, Sidney Drell, Andrei Sakharov, Linus Pauling usw. (Siehe auch die Union of Concerned Scientists oder die Federation of Atomic Scientists.)
Reale Chancen zur Abrüstung ergaben sich insbesondere in der Endphase des Kalten Krieges zwischen der NATO und dem Warschauer Pakt. Die bilateralen Gespräche des 40. US-Präsidenten Reagan mit dem sowjetischen Politiker Gorbatschow führten 1987 zum INF-Vertrag, durch den die Mittelstreckenraketen beider Staaten vollständig abgeschafft wurden. Wenige Jahre zuvor, im Jahr 1979, hatte die NATO den Doppelbeschluss zur Abschreckung des Warschauer Pakts beschlossen.
Nach dem Zerfall der Sowjetunion kooperierten die USA und Russland in Bezug auf die Nichtverbreitung von Kernmaterial bzw. Waffensystemen aus der UdSSR. Ab 1996 trat der Comprehensive Test Ban Treaty (CTBT) in Kraft, ein Testmoratorium, welches die Weiterentwicklung von Kernwaffen auf einen Laborbetrieb („Stockpile Stewardship“) reduzierte. Im Falle von Kernwaffen spielen alle Testverbote seit 1958 eine signifikante Rolle bei der Beschränkung der Aufrüstung bzw. der Rüstungskontrolle.

## Internationale Abkommen zur Abrüstung und zur Rüstungsbegrenzung
Im Sinne des Wortes kam es durch die folgenden Verträge zu einer umfangreichen Abrüstung. Viele andere Abkommen führten zu Limitierungen oder anderen Einschränkungen (Teststopps usw.).
- Der INF-Vertrag von 1987: komplette Abrüstung von nuklearen Mittelstreckenraketen (USA: Pershing II, Gryphon Marschflugkörper; UdSSR: SS-20, SS-4, SS-5, Marschflugkörper)
- Die START-Verträge (in Kraft ab 1994): START I führte zur umfangreichen Reduktion von tausenden Kernsprengköpfen und Entsorgung der alten Minuteman II oder russischen SS-18

Neben der nuklearen Abrüstung findet auch eine Abrüstung im Bereich chemischer und biologischer Waffen, siehe beispielsweise die Chemiewaffenkonvention; oder im konventionellen Bereich, siehe der KSE-Vertrag.

## Abrüstung als eine Forderung von Friedensbewegungen
Die internationale Friedensbewegung fordert seit den 1880er Jahren weltweite Abrüstung, internationale Schiedsgerichtsbarkeit und ein effizientes Völkerrecht. Dieser Forderungskatalog ist seit 1917 (Papst Benedikt XV.) auch Bestandteil der katholischen Soziallehre. Zwischen 1918 und 1933 gab es zahlreiche Aktivitäten (siehe hier); 1920 nahm der in Genf beheimatete Völkerbund seine Arbeit auf. Er gilt als indirekter, zeitgeschichtlicher Vorläufer der Vereinten Nationen (UNO). Ihm gehörten zu keiner Zeit alle Groß- und Mittelmächte dauerhaft an (so die USA nie; das Deutsche Reich (vom 8. September 1926 bis zum 14. Oktober 1933), Italien, die Sowjetunion (1934–1939) und Japan nur zeitweise).
Der Völkerbund hatte einen jahrelangen Konflikt mit dem Deutschen Reich: Nachdem das Reich die durch den Versailler Vertrag auferlegte Abrüstung durchgeführt hatte, weigerte es sich, vom Völkerbund geforderte weiter reichende Abrüstungsanstrengungen zu unternehmen. Das Deutsche Reich wollte, dass ihm seine Abrüstungsmaßnahmen aufgrund des Versailler Vertrages für die allgemeine Abrüstung angerechnet werden, was der Völkerbund aber ablehnte. Das Resultat dieses Konflikts war, dass die Abrüstung nicht fortgesetzt wurde. Einige Rüstungsanstrengungen in den 1920er Jahren machte das Deutsche Reich heimlich (siehe hier).
Nach 1945, im Kalten Krieg, wurden zahlreiche Stellvertreterkriege geführt.
Im Zuge der Terrorismusbekämpfung und brutaler Bürgerkriege werden Zweifel am Pazifismus laut, zugleich wächst die Akzeptanz für eine allmähliche Strukturänderung des Militärs in eine Art von Weltpolizei. Der Typus konventioneller Kriege zwischen Nationen tritt seit 1989 – in diesem Jahr fiel der Eiserne Vorhang, und der Kalte Krieg endete – deutlich seltener in Erscheinung.

## Entwicklungen (Beispiele)

### Übersicht
- Nach mehreren Jahrzehnten hat die PKK im Jahr 2025 begonnen, ihre Waffen niederzulegen.[12]
- Die libanesische Regierung hat einen US-Vorschlag zur Entwaffnung der Hisbollah angenommen. Ob dies gelingt bleibt abzuwarten.[13][14]
- In Syrien kam es Anfang 2025 zu einem Regimewechsel.[15] In Bezug auf die Produktion von chemischen Massenvernichtungsmitteln, fordert die UN weitere Schritte zur Einhaltung des Ottawa-Abkommens.[16] Andere Fachleute fordern Abrüstung, Demobilisierung und Wiedereingliederung-Maßnahmen für das Land
- An der Demilitarisierten Zone Koreas haben beide Parteien ihre Propaganda-Lautsprecher abgebaut, über die sie sich gegenseitig seit ca. 2024 beschallt haben.[17]

### Nukleare Abrüstung
Ein aktuelles Beispiel für Entwicklungen in der nuklearen Abrüstung ist der Vertrag über das Verbot von Kernwaffen (TPNW), der im wahrsten Sinne des Wortes (Abrüstung) versucht, Kernwaffen vollständig zu verbieten. Die fünf Kernwaffenstaaten haben den Vertrag nicht unterschrieben.
Im Sinne der Rüstungskontrolle ist der New START-Vertrag (unterzeichnet im Jahr 2010) das letzte große Abkommen zwischen den USA und Russland. Russland hat den Vertrag jedoch im Jahr 2023 ausgesetzt (keine Kündigung). Die USA kritisieren diesen Schritt. Der Vertrag kann jeweils um fünf Jahre verlängert werden, was im Jahr 2021 geschehen ist. Er läuft bis 2026.

## Forschung
Weltweit beschäftigen sich zahlreiche Forschungsinstitute oder andere Organisationen (z. B. Denkfabriken) mit den Themen Abrüstung und Rüstungskontrolle im Rahmen von Sicherheitsforschung, Sicherheitspolitik, Verteidigungspolitik oder Friedensforschung. Einige Beispiele sind die folgenden:
- Arms Control Association (ACA)
- Berghof Foundation (Berghof Institut für Friedens- und Konfliktforschung, siehe auch Georg Zundel)
- Deutsche Stiftung Friedensforschung (DFS)
- Hoover Institution
- Institut für Friedensforschung und Sicherheitspolitik (IFSH)
- International Summer School on Disarmament and Arms Control (ISODARCO)
- Leibniz-Institut Hessische Stiftung Friedens- und Konfliktforschung (PRIF)
- Oxford Research Group (ORG)
- Pugwash Conferences on Science and World Affairs
- Stiftung Wissenschaft und Politik (SWP)
- Stockholm International Peace Research Institute (SIPRI)
- United Nations Institute for Disarmament Research (UNIDIR)

### Historisch
- Victor Lefebure: Scientific Disarmament. Mundanus, London 1932 (englisch, archive.org).